# Bayern de Múnich (femenino)
El Bayern de Múnich Femenino (en alemán FC Bayern München Frauen) es la sección femenina del Bayern de Múnich, un club de fútbol alemán. Viste de rojo y blanco y juega en la Bundesliga Femenina, en el Estadio Grünwalder de Múnich.
El equipo se fundó en 1970 e inicialmente tuvo muchos éxitos, ganando en 1976 su primer título de Bundesliga femenina. Luego de este éxito el equipo tuvo una larga decadencia hasta que en el año 2000 consiguió nuevamente su ascenso a la primera división. En 2012 ganó su segundo título importante, la DFB-Pokal. Fue subcampeón de la Bundesliga en cinco ocasiones y jugó otras cuatro finales de Copa. En 2010 debutó en la Liga de Campeones cayendo en octavos.
El 10 de mayo de 2015, en la última fecha de una temporada en que no sufrieron ninguna derrota, el Bayern de Múnich se coronó campeón de la Bundesliga femenina por segunda ocasión. En la temporada siguiente (2015/16) el Bayern de Múnich se corona otra vez campeón y logra su tercer campeonato de liga.

## Primer equipo

### Historia

#### Los primeros tiempos hasta el primer campeonato alemán en 1976
Después de la fundación oficial del club en junio de 1970, se realizó una selección de jugadores en la Säbener Straße y se formó un primer equipo. Sin embargo, los primeros partidos oficiales no se celebraron hasta mediados de 1972. La primera temporada se celebró con el campeonato del área metropolitana de Múnich. El balance: 28:0 puntos, 114:2 goles. El equipo consiguió el título del campeonato de Alta Baviera el 6 de noviembre de 1971 en el campo del BC Aichach ante 1.200 espectadores con una victoria por 7-0 sobre el FC Ehekirchen. Además de los partidos del campeonato, se llevaron a cabo campos de entrenamiento y se organizaron partidos amistosos internacionales, incluido un partido contra la selección italiana de fútbol femenina, que ganó 2-1. 
La temporada siguiente, las mujeres del FC Bayern ganaron por primera vez el campeonato bávaro. Fue el primero de 19 títulos consecutivos. La final contra el SpVgg Landshut se jugó en el recién construido Estadio Olímpico y finalizó 4-2. El entrenador del equipo fue Fritz Bank y la capitana Olga Schütz. Además de Schütz, también formó parte del equipo Maria Meissner. Meissner jugó un papel decisivo en la fundación de la división femenina y más tarde sería conocida como la "Madre de las Copas". En la final de la Copa de Oro, un torneo organizado por los campeones de la asociación estatal para el campeonato alemán sin el consentimiento de la DFB y, por tanto, no oficial, el FC Bayern de Múnich perdió ante el TuS Wörrstadt el 29 de septiembre de 1973.
En el campeonato femenino de Alemania, que se disputó oficialmente por primera vez en 1974, el Bayern fracasó en la fase de grupos y sólo quedó segundo detrás del SV Bubach-Calmesweiler. Un año después lo hicieron mejor y llegaron a la final por primera vez. En Bad Godesberg conocieron al Bonner SC, que en ese momento contaba con jugadoras como Beverly Ranger, Anne Trabant-Haarbach y
En el camino hacia el primer campeonato alemán, apenas un año después de la derrota final ante el Bonner SC, se vengaron de aquel mismo. En la fase de grupos de 1976, las mujeres de Bonn cayeron derrotadas por un global de 4-3 en los partidos decisivos para acceder a las semifinales. En la final el oponente fue el Tennis Borussia Berlín. 3.700 espectadores presenciaron un partido en el estadio Leimbach de Siegen, que al cabo de 60 minutos llegó a la prórroga. Las jugadoras del Bayern, que, aparte de Jutta Lehner y Cornelia Doll, jugaron con el mismo equipo que en la final de 1975, se adelantaron dos veces antes de que Rita Cygon empatara para el Borussia. En la prórroga, Inge Mayerhofer y Doris Niederlöhner consiguieron el 4-2 final y con ello el primer título importante en la historia del FC Bayern femenino. Del equipo campeón surgió la futura entrenadora Sissy Raith. En 1977, la actual entrenadora Karin Danner se unió al equipo como jugadora.

#### Finales perdidas y descenso de la Bundesliga en 1992
En 1979 y 1982 volvieron a estar en la final del campeonato, pero no pudieron superar la supremacía del SSG 09 Bergisch Gladbach, con jugadores como Silvia Neid, y perdieron en ambas ocasiones. En 1985 el Bayern llegó por última vez a una final de campeonato, pero tampoco logró el éxito esperado. Monika Schmidt disputó la última de cinco finales de campeonato con el Bayern en 1985. Es la única jugadora que ha disputado las cinco finales con la camiseta de los “Rojos”. Desde 1985 hasta la fundación de la Bundesliga femenina en 1990, las mujeres fracasaron casi exclusivamente en el camino hacia la final del campeonato contra SSG 09 Bergisch Gladbach, TSV Siegen y FSV Frankfurt.
Después de dos semifinales, en 1985 y 1986, el Bayern femenino alcanzó en 1988 por primera vez la final de la Copa DFB. Pero ante el TSV Siegen, la exjugadora del Bayern y futura entrenadora del FCB Sissy Raith no tuvo ninguna posibilidad. La final se perdió 0:4, Silvia Neid anotó un triplete. Dos años después, volvió a alcanzar la final de copa, esta vez ante el FSV Frankfurt. Aunque no fue suficiente para volver a ganar la copa, la derrota por 0-1 fue mucho más reñida que en 1988 contra el TSV Siegen. Pero tuvieron que pasar otros 24 años antes de que las mujeres del FC Bayern pudieran levantar el trofeo por primera vez.
En 1989, en el Bundestag DFB se decidió introducir una Bundesliga de dos divisiones para la temporada 1990/91. Los mejores equipos de cada una de las 16 federaciones miembro de la DFB de entonces se clasificaron automáticamente para la nueva Bundesliga tras finalizar la temporada 1989/90. Esto también se aplica a las mujeres del FC Bayern, consideradas miembro fundadoras de la liga. Sin embargo, la alegría por esto no duró mucho. Si en la primera temporada 1990/91 terminaron en cuarto lugar del Grupo Sur, un año después quedaron últimos y descendieron de la Bundesliga a la Bayernliga. En las siguientes siete temporadas ocuparon los puestos 2º y 4º y a partir de 1994 ya no estuvieron clasificados para la Copa DFB.

#### Regreso a la Bundesliga en 2000
Después de ocho largos años y en el 30º aniversario de la creación de la sección de fútbol femenino, en el año 2000 la sección de fútbol femenino ascendió de nuevo a la Bundesliga. El equipo ganó todos los partidos de la temporada en la Bayernliga y venció al SC Freiburg por 3-2 en el partido decisivo para la victoria del grupo en la ronda de ascenso. 
Una de las razones de la explosión del rendimiento fue el aumento del presupuesto de las mujeres del FC Bayern. Impresionado por el Mundial femenino de 1999 en Estados Unidos, el presidente del club, Franz Beckenbauer, aumentó el presupuesto del departamento de 50.000 a 300.000 marcos.  Al éxito deportivo contribuyó Nadine Angerer, entonces de 21 años, que había llegado al Bayern procedente del rival de la ciudad FFC Wacker Munich, Tanja Wörle, Petra Wimbersky y las veteranas Roswitha Bindl y Bärbel Weimar, entre otros.
El Bayern empezó su primera temporada en la Bundesliga desde 1990/91 con el objetivo de conseguir un puesto en el centro del campo. La plantilla se mantuvo prácticamente sin cambios y solo se incorporaron algunas nuevas incorporaciones, incluidas Nathalie Bischof (más tarde entrenadora del segundo equipo) y Sandra de Pol. El finalista de copa del año pasado, el TSV Siegen, fue el primer rival y sorprendentemente cayó derrotado por 4-1. El nuevo fichaje Bischof empató tras el descanso y marcó el primer gol del Bayern en la Bundesliga desde 1991.  Al final de la temporada, la posición deseada en el centro del campo se logró con el sexto puesto. Petra Wimbersky se convirtió en la máxima goleadora del equipo con 13 goles. Sin embargo, el Bayern perdió a su portera habitual, Nadine Angerer, que sorprendentemente pasó al rival de liga de Potsdam. 
El 14 de febrero de 2002, los miembros del FC Bayern Munich votaron por mayoría a favor de escindir el departamento de jugadores con licencia masculino y el departamento de fútbol femenino del FC Bayern Munich e. V. en el FC Bayern München AG, fundado casi dos meses antes. 
Después de un cuarto puesto (2001/02) y un quinto puesto (2002/03), el Bayern tuvo un comienzo difícil en la temporada 2003/04. Al final del año sólo había siete puntos en ocho partidos. En agosto de 2003 incluso sufrió una derrota por 8-1 ante el 1. FFC Frankfurt. Como resultado del mal comienzo de temporada, el veterano entrenador Peter König fue despedido a finales de año y la entrenadora asistente Sissy Raith asumió el cargo.  Después de 27 puntos en la segunda mitad de la temporada, el Bayern terminó la temporada en el quinto lugar. El regreso de Pavlína Ščasná fue importante para el Bayern. La checa dejó el Bayern rumbo a Estados Unidos después de marcar 14 goles en la temporada de ascenso y regresó para la segunda mitad de la temporada 2003/04, donde marcó diez goles en 14 partidos. Por su parte, la austriaca Nina Aigner se hizo con el puesto de máxima goleadora y acabó con 16 goles, uno menos que la temporada anterior.
En la primera temporada completa con el entrenador Raith, el equipo tuvo que hacer frente a la marcha de Simone Laudehr. En la primera mitad de la temporada no fue utilizada en absoluto con Peter König, mientras que en la segunda mitad de la temporada jugó todos los partidos con Raith. Sin embargo, una oferta del FCR 2001 Duisburg la convenció para cambiar. Todas las salidas fueron compensadas casi exclusivamente por jugadores jóvenes. Sin embargo, al final consiguieron el 4º puesto en la liga y alcanzaron por primera vez desde la temporada 1990/91 las semifinales de la Copa DFB, en la que perdieron por 2-0 ante el eventual ganador del Potsdam. Un año después los dos se volvieron a encontrar en el mismo lugar. Las turbinas volvieron a imponerse y ganaron 3-1. En la liga, sin embargo, las cosas no fueron tan bien. En el partido inaugural contra el SC Friburgo, la recién llegada Julia Šimić, de 17 años, se adelantó por 1-0 y el Bayern finalmente ganó por 3-2. Pero en el siguiente partido, como en 2003, se produjo una amarga derrota por 1:8 contra el FFC Frankfurt, que hasta la fecha es la derrota más dura en casa del FC Bayern femenino en la Bundesliga. Aunque consiguieron una gran cantidad de victorias en casa con un 6:2 contra el FFC Brauweiler Pulheim y un 6:0 contra el FSV Frankfurt, esto no cambió la temporada general llena de baches, al final de la cual solo terminaron en el octavo lugar, los peores. Resultado de la temporada hasta la fecha desde el descenso en 1992.
Luego volvió la estabilidad: al final de las dos temporadas siguientes terminaron 4º en la liga y en 2008 volvieron a alcanzar las semifinales de copa. En el verano de 2008, Sissy Raith dejó su puesto después de cuatro años y medio y se trasladó a la BFV como formadora de la asociación. Su sucesor, Günther Wörle, del TSV Crailsheim, ya fue contratado en invierno, iniciando así la “era Wörle” para las mujeres del FCB. 
Con Islacker, Baunach, Roth, Eder, de Pol, Rech, Bürki, Šimić, Aigner y Nicole Banecki, Wörle pudo contar con un gran grupo de jugadores de gran talento. También hubo nuevas incorporaciones Melanie Behringer e Ivana Rudelic. Tanja Wörle regresó a Múnich con su padre y la joven austriaca Carina Wenninger pasó del equipo juvenil al primer equipo. Así estaban bien preparados para la temporada 2008/09, que rápidamente se convirtió en una batalla a cuatro bandas entre el FC Bayern, el FCR Duisburg, el Turbine Potsdam y el FFC Frankfurt. Con una victoria por 5-1 en Wolfsburgo en la quinta jornada y un empate simultáneo entre Turbine y FCR, el Bayern se apoderó por primera vez de la cima de la clasificación, que mantuvo hasta la jornada 21. Con una ventaja de tres puntos sobre Potsdam, el FC Bayern podría haber ganado el campeonato con una victoria en casa contra el FCR Duisburg. Más de 3.000 espectadores, que acudieron al polideportivo de Aschheim con la esperanza de conquistar pronto el título, sufrieron una amarga derrota por 4-0 tras los goles de Inka Grings (2), Laudehr y Martini.  Potsdam superó al Bayern en la clasificación y Duisburgo volvió a estar en la carrera por el campeonato. En la última jornada del partido hubo un “final de infarto” : Turbine y Bayern estaban empatados a puntos en el primer y segundo puesto, con sólo un gol separando a ambos equipos. Duisburg fue tercero con un punto menos, pero con una diferencia de goles mucho mejor que los otros dos. En el entretiempo los tres partidos estaban sin goles. Entre los minutos 52 y 57 el liderato de la liga cambió entre Brandeburgo y Bayern. En el minuto 61, Anja Mittag marcó el 3-0 del Potsdam contra el Wolfsburgo y estableció así la constelación de la mesa final, ya que el FC Bayern también se separó del TSV Crailsheim con una victoria por 3-0.
Si el campeonato se perdía por un gol, el segundo puesto significaba participar por primera vez en la Liga de Campeones. Debido al bajo coeficiente, las jugadoras del Bayern tuvieron que viajar primero a Lituania para disputar allí la fase de clasificación. Sin embargo, Glasgow, Gintra Universitetas y Norchi Dinamoeli no fueron un gran obstáculo y la victoria por 19-0 contra el Dinamoeli sigue siendo un récord hoy en día. Después de eliminar al representante húngaro Viktória FC-Szombathely en octavos de final, la última parada fue en la ronda. de 16 contra el HSC Montpellier. Después del empate 0-0 en el partido de ida en Montpellier, todo estaba abierto para el partido de vuelta. Después de 90 minutos sin goles en Múnich, Hoda Lattaf acabó con todos los sueños del Bayern de clasificarse en el minuto 105.  Sin embargo, el éxito del año anterior en la Bundesliga no podría repetirse. Con siete derrotas esta temporada y 20 puntos detrás del campeón de Potsdam, al final sólo consiguieron el 4º puesto.

#### Victoria de copa, campeonatos y nuevo competidor Wolfsburg
En el verano de 2010, Günther Wörle cedió el puesto de entrenador por motivos de salud a su hijo Thomas, que acababa de terminar su carrera profesional y tenía la licencia de entrenador B; Las mujeres del FC Bayern se convirtieron en su primer puesto como entrenador. Cuando asumió el cargo, Wörle dio la bienvenida a Lena Lotzen y al repatriado Wimbersky. Al mismo tiempo, Islacker, Behringer, Rech y Carmen Roth abandonaron el equipo.
Pero incluso bajo el nuevo entrenador, las mujeres del FCB al principio siguieron a la sombra de los dos "grandes" de Frankfurt y Potsdam. En la liga, en repetidas ocasiones solo fue suficiente para conseguir un lugar en el mediocampo superior, muy por detrás de los respectivos campeones. En la copa las cosas fueron un poco diferentes: en el primer año con Wörle, el equipo llegó a las semifinales, donde perdió 2-4 ante el Turbine Potsdam. Un año más tarde, literalmente lucharon de ronda en ronda: después de un descanso ganaron por poco 1-0 al equipo de segunda división 1. FC Saarbrücken, pero luego tuvieron que ir a la prórroga en los octavos de final contra el FF USV Jena y en la final. Los cuartos de final ante el SC 07 Bad Neuenahr llegaron incluso a los penaltis. Sólo en la semifinal contra el Hamburgo lograron convencer con un marcador de 5:2. Debido al equilibrio de poder en la liga, todavía eran claramente forasteros en la final contra el 1. FFC Frankfurt el 12 de mayo de 2012 en el RheinEnergieStadion de Colonia. Después de una primera parte sin goles, la estadounidense Sarah Hagen dio al Bayern la ventaja de 1-0 en el minuto 63. Ivana Rudelić, que entró como suplente en el minuto 89, anotó el 2-0 final en el tiempo añadido.  Ganar la Copa DFB significó también el primer trofeo desde 1976.
Esa misma temporada, otro equipo demostró su derecho a un papel importante en el fútbol femenino alemán: el VfL Wolfsburg quedó subcampeón detrás del Potsdam y llamó así la atención por primera vez. En las dos temporadas siguientes, el Wolfsburgo ganó sus dos primeros títulos de campeonato, mientras que el FC Bayern Frauen sólo acabó en cuarto lugar por un amplio margen. Pero a partir de ese momento ambos equipos dominaron la Bundesliga y lucharon entre sí por el campeonato.
En la temporada 2014/15, los futbolistas del FCB se mantuvieron invictos y consiguieron el campeonato por segunda vez después de 1976 con una victoria en casa por 2-0 el 10 de mayo de 2015 contra el SGS Essen.  Hasta entonces, sólo el FFC Frankfurt había conseguido ganar el título sin perder en las temporadas 2001/02 y 2006/07. Además, en la segunda mitad de la temporada contra el VfL Wolfsburg en febrero de 2015 se estableció un récord de asistencia para el FCB femenino con 2.721 espectadores  en el estadio Grünwalder, que aún sigue vigente.
Ganar el campeonato marcó un regreso al escenario internacional después de una ausencia de seis años. Sin embargo, esto duró poco: en los octavos de final de la Liga de Campeones femenina 2015/16, el FC Bayern quedó eliminado por goles fuera de casa después del empate 2-2 en el partido de vuelta (ida 1-1) contra el FC Twente. Enschede. En la liga, sin embargo, el equipo no se dejó disuadir y siguió avanzando en círculos. En comparación con la temporada anterior, el fútbol fue menos atractivo, pero efectivo. La derrota por 0-1 el 17 de abril de 2016 en casa contra el 1. FFC Frankfurt fue la primera derrota de la temporada y, por tanto, la primera después de 40 partidos invictos.  Sin embargo, el camino hacia el segundo campeonato consecutivo no estuvo en peligro, por lo que el equipo pudo defender su título el 1 de mayo de 2016 en la jornada 20 con una victoria en casa por 5-0 contra el Bayer 04 Leverkusen.
En las temporadas 2016/17 y 2017/18, el VfL Wolfsburg solo acabó subcampeón. Sin embargo, ambas temporadas pueden considerarse exitosas a su manera: en la temporada de la Liga de Campeones 2016/17 alcanzaron por primera vez los cuartos de final. El rival allí era el PSG, contra el que Vivianne Miedema marcó en el partido de ida el gol de la victoria por 1-0 ante más de 7.000 espectadores en el estadio Grünwalder. El resultado del partido de ida no fue suficiente al final, ya que el PSG salió victorioso de ambos encuentros tras ganar 4-0 en el Parque de los Príncipes. El viaje internacional terminó una temporada más tarde, en octavos de final, con dos derrotas (0:1, 1:2) ante las mujeres del Chelsea FC. En la copa nacional las cosas fueron mejor y por primera vez desde 2012 se llegó a la final de la Copa DFB. En el camino hacia allí, el FC Bayern de Múnich estableció un nuevo récord para un encuentro de cuartos de final el 13 de marzo de 2018 con una victoria por 15-0 sobre el 1. FC Saarbrücken de la segunda división, superando al 1. FFC Frankfurt. 12-0, que también logró en 2005 ante el 1. FC Saarbrücken en los cuartos de final de la Copa DFB 2005/06.  En la final, el Bayern se enfrentó a sus nuevos rivales del Wolfsburgo. Tras 120 minutos sin goles se llegó a los penales. Manuela Zinsberger salvó dos tiros, pero al final la favorita se impuso por 3-2.
Apenas una semana después ambos equipos volvieron a enfrentarse. 2.130 espectadores acudieron al estreno en el campus con entrada gratuita.  Antes del partido, dos jugadoras veteranas, Lena Lotzen y Viktoria Schnaderbeck, se despidieron. Mientras que el Wolfsburgo ya era campeón, el equipo de Wörle todavía luchaba por volver a clasificarse para la Liga de Campeones. El VfL cayó derrotado por 2-1 y, tras una victoria fuera de casa en la última jornada contra el 1. FFC Frankfurt, volvió a conseguir el segundo puesto.
La temporada 2018/19 tuvo un comienzo perfecto con una victoria a domicilio por 10-1 ante el Bayer 04 Leverkusen. También fue la mayor victoria del FC Bayern femenino en su historia en la Bundesliga. En la tercera jornada se enfrentó al VfL Wolfsburg. Después de una buena preparación, un éxito seguro en la copa contra el FF USV Jena, una gran victoria contra el Leverkusen y un triunfo por 4-0 contra el MSV Duisburg, el Bayern se sintió bien preparado para el partido fuera de casa. Sin embargo, tuvieron un día terrible y terminaron perdiendo 6-0. Apenas dos semanas después de la derrota, el FC Bayern de Múnich anunció que al final de la temporada se separaría de Wörle.  El momento del comunicado de prensa hizo parecer que la derrota había sido el motivo de la separación anunciada, pero Wörle dejó claro que ya habían acordado antes de la temporada no renovar el contrato.  Al comienzo de las vacaciones de invierno, Jens Scheuer fue anunciado como nuevo entrenador. 
En su primera temporada, Scheuer llevó al FC Bayern de Múnich al segundo puesto y al año siguiente al (cuarto campeonato general) con el tercer mejor número de puntos (junto con el 1. FFC Turbine Potsdam ( 2003/04 )) desde la Se fundó la Bundesliga de pista única. En la temporada 2021/22, las mujeres volvieron a quedar segundas detrás del VfL Wolfsburg.  Después de un comienzo de temporada 2022/23 lleno de obstáculos, el FCB femenino logró una racha de 15 victorias y un empate y ya antes de la última jornada estaba en camino al título con una ventaja de 2 puntos sobre el campeón del año pasado, el Wolfsburgo. Con una impresionante victoria por 11-1 contra el Turbine Potsdam, la mayor victoria en la historia del equipo en la Bundesliga, consiguieron su quinto título de campeonato. 

### Lugares
→ Artículo principal : Estadio municipal en Grünwalder Straße  y campus del FC Bayern
El FC Bayern Frauen ha tenido a lo largo de su historia muchas sedes diferentes. Desde la década de 2000, el juego se juega alternativamente en Schäftlarn, el Dantestadion, el estadio municipal en Grünwalder Straße y el parque deportivo de Aschheim. Desde la temporada 2013/14, el estadio municipal de la Grünwalder Straße (“Hermann-Gerland-kampfbahn”), con capacidad para 15.000 espectadores, es la sede del equipo femenino del FC Bayern.  En la temporada 2017/18, el equipo jugó por primera vez el 27 de mayo de 2018 en el recién construido Campus del FC Bayern, la academia juvenil del FC Bayern de Múnich inaugurada en el verano de 2017. Allí recibió al VfL Wolfsburg, que cayó derrotado por 2-1. En la temporada 2018/19, el departamento dio un paso más y jugó todos los partidos de la Copa DFB y de la Liga de Campeones en el campus. Allí también se jugó de nuevo el partido de liga contra el Wolfsburgo. Debido a la escasez de sedes en Múnich, el departamento jugará todos sus partidos en casa en el campus del FC Bayern de Múnich en la primera mitad de 2020. 

### Gestión y formadores
Karin Danner, futbolista y exjugadora nacional de 1977 a 1993, dirigió el departamento de fútbol femenino del FC Bayern de Múnich desde 1995 hasta el final de la temporada 2022/23.  Después de poner fin a su activa carrera futbolística, Thomas Wörle ocupó su primer puesto como entrenador en el FC Bayern Múnich en 2010. Reemplazó en el cargo a su padre Günther Wörle, quien dirigió el primer equipo en las temporadas 2008/09 y 2009/10. Thomas Wörle llevó al equipo de fútbol femenino al campeonato dos veces y a la Copa DFB una vez. El 19 de diciembre de 2018, el FC Bayern anunció que Jens Scheuer sería el sucesor de Thomas Wörle para la temporada 2019/20.  La directora del equipo es la exjugadora Bianca Rech. 

### Historia del entrenamiento
- Karl-Heinz Maguncia: 1970-1971
- Banco Fritz: 1971-1976
- Stéphane Deischl: 1979
- Inge Mayerhofer : 1982-1985
- Muñeca Cornelia : 1987-1991
- Dagmar Uebelhör 1992–1996
- Burkhard Kagelmann: 1996-1998
- Peter Konig: 1998-2004
- Sissy Raith : 2004-2008
- Günther Wörle : 2008-2010
- Thomas Wörle : 2010-2019
- Jens Scheuer : 2019-2022
- Alejandro Straus : desde 2022

Mejores valores internos del club en la Bundesliga

Victorias
- Más victorias en la Bundesliga en una temporada: 20 en 22 partidos (temporada 2020/21)
- Menos victorias en la Bundesliga en una temporada: 2 en 20 partidos (temporada 1991/92)

derrotas
- Más derrotas en la Bundesliga en una temporada: 13 en 20 partidos (temporada 1991/92)
- Menos derrotas en la Bundesliga en una temporada: 0 en 22 partidos (temporada 2014/15)

Puntos
- Más puntos en una temporada: 61 en 22 partidos (temporada 2020/21)
- Menos puntos en una temporada: 9 en 20 partidos (temporada 1991/92)

Puertas
- Más goles marcados en una temporada: 82 en 22 partidos (temporada 2020/21)
- Menos goles marcados en una temporada: 14 en 20 partidos (temporada 1991/92)
- Más goles marcados en una temporada: 52 en 22 partidos (temporada 2000/01)
- Menos goles marcados en una temporada: 7 en 22 partidos (temporada 2014/15)

Serie
- 40 partidos de liga (8 de junio de 2014 al 17 de abril de 2016) invicto

### Récord de la Copa de Europa
Leyenda: (H) – partido en casa, (A) – partido fuera de casa, (N) – campo neutral, (a) – regla de goles fuera de casa, (es decir) – en la tanda de penaltis, (n.v.) – después de la prórroga
Récord general: 61 partidos, 39 victorias, 9 empates, 13 derrotas, 164:55 goles (diferencia de goles +109)
Goleadores (a 26 de marzo de 2024)
Lea Schüller (14 goles), Vanessa Bürki (11), Linda Dallmann, Vivianne Miedema (8), Lineth Beerensteyn, Jovana Damnjanović, Julia Šimić (7), Klara Bühl, Mandy Islacker, Sydney Lohmann, Lina Magull, Katharina Würmseer (6), Melanie Behringer, Magdalena Mayr, Melanie Leupolz, Jill Roord (5), Pernille Harder (4), Lisa Evans, Fridolina Rolfö, Georgia Stanway (3), Nicole Banecki, Sara Däbritz, Anna Gerhardt, Hanna Glas, Giulia Gwinn, Saki Kumagai, Bianca Rech, Nicole Rolser, Carolin, Dominika Škorvánková, Karólína Lea Vilhjálmsdóttir, Carina Wenninger (2), Nina IlyMagdalena Eriksson,Kristin Demann,Katharina Baunach,Viviane Asseyi,Aigner, Stefanie van der Gragt, Nora Holstad Berge, Julia Landenberger, Gina Lewandowski, Simone Laudehr, Stefanie Mirlach, Sandra de Pol, Maximiliane Rall, Simone Boye Sørensen, Tainara, Lucie Voňková, Sarah Zadrazil (1 gol cada una); También hay cinco goles en propia meta de los equipos contrarios.

## Segundo equipo

### Historia
El segundo equipo participó por primera vez en el partido en la temporada 1990/91. Al primer año en la clase A de Múnich le siguió inmediatamente el ascenso a la clase de distrito, que se mantuvo hasta el descenso en 1997. Al resurgimiento inmediato le siguieron ascensos a la Verbandsliga-Süd (2000), a la Bayernliga (2001) y finalmente a la Regionalliga Süd (2002), la segunda división más alta en ese momento. La permanencia en este club sólo duró una temporada, pero la copa de asociación la ganó por 9:3 al VfL Ehingen. La victoria les permitió participar en la Copa DFB. Después de que el equipo derrotara al TSV Jahn Calden por 1-0 en la ronda de clasificación, ya era el final del partido de la primera ronda principal contra el 1. FC Saarbrücken.
Como campeón bávaro en 2003/04, el equipo llegó a la final de ascenso contra el Karlsruher SC y perdió en casa por 1:5. Un año más tarde, siendo nuevamente campeones bávaros, evidentemente no solicitaron licencia.
No fue hasta 2007 que ascendieron de nuevo a la liga regional, que en aquel momento ya era la tercera liga más alta. Con 33 puntos en 18 partidos terminaron en tercer lugar. En la temporada siguiente, 2008/09, con Carina Wenninger, entre otras, el equipo se proclamó campeón de la Regionalliga Süd y ascendió a la 2.ª Bundesliga para la temporada 2009/10. Al final de la temporada, el equipo estaba un puesto mejor que el primer equipo del rival de la ciudad, el FFC Wacker Munich, y evitó el descenso. En 2014/15 y 2017/18 quedaron subcampeones, pero permanecieron en la segunda división debido a la norma que impedía el ascenso a la Bundesliga femenina a los segundos representantes. Lo mismo ocurrió tras la temporada 2018/19, en la que el equipo ganó el campeonato de segunda división.

### Lugares
El segundo equipo jugó sus partidos en casa en el polideportivo de Aschheim. El equipo tiene su base allí desde la inauguración del Campus del FC Bayern.

### Logros
- Campeones de la 2.ª Bundesliga 2019
- Campeón de la Liga Regional Sur 2009
- Campeón de Baviera 2003/04, 2004/05, 2006/07
- Ganador de la Copa de Baviera 2003

### Historia del entrenamiento
- Nathalie Bischof : 2009-2022
- Clara Schöne : desde 2022

## Equipo juvenil U17

### Historia
El equipo femenino junior U17 se fundó en 1985 y actualmente juega en la temporada sur de la Bundesliga femenina B-Junior. El equipo juvenil del Bayern logró llegar cinco veces a la final del campeonato alemán, pero perdió tres veces (2000, 2006, 2008) contra el 1. FFC Turbine Potsdam y en 2007 contra el FCR 2001 Duisburg. Con una victoria final por 3-1 contra el FSV Gütersloh en 2013 se ganó el primer campeonato juvenil. Al año siguiente se volvió a ganar el campeonato con una victoria por 1-0 contra el 1. FFC Turbine Potsdam. Así se llamaba también la rival del 17 de junio de 2017, que fue derrotada por 2-1 en el Sportpark Aschheim con dos goles de Verena Wieder y aseguró al equipo juvenil del Bayern su tercer título de campeonato.

### Lugares
El equipo juvenil sub-17 jugó sus partidos en casa en el polideportivo de Aschheim. Desde la inauguración del Campus del FC Bayern, el equipo juega en el centro de espectáculos juveniles del nuevo estadio.

### Logros
- Campeón juvenil de Alemania B (3): 2013,  2014,  2017
- Segundo Campeonato Junior B (4): 2000, 2006, 2007, 2008

### Historia del entrenamiento
- Roswitha Bindl : 2002-2013
- Carmen Roth : 2013-2017
- Markus Vizethum: 2017-2022
- Michael Schubert: desde 2022

## Palmarés
Torneos Nacionales (12)
| Competición Nacional             | Competición Nacional | Títulos                                                       | Subcampeonatos                                                                                         |
| Bundesliga Femenina              | 7                    | 1975-76, 2014-15, 2015-16, 2020-21, 2022-23, 2023-24, 2024-25 | 1973-74, 1974-75, 1978-79, 1981-82, 1984-85, 2008-09, 2016-17, 2017-18, 2018-19, 2019-20, 2021-22 (11) |
| DFB-Pokal Femenina               | 2                    | 2011-12, 2024-25                                              | 1987-88, 1989-90, 2017-18, 2023-24 (4)                                                                 |
| Copa de la Liga Alemana Femenina | 2                    | 2003, 2011                                                    | - |
| Supercopa de Alemania Femenina   | 1                    | 2024                                                          | - |
| -------------------------------- | -------------------- | ------------------------------------------------------------- | --- |

Torneos Regionales (29)
| Competición Regional | Competición Regional | Títulos                                        | Subcampeonatos |
| -------------------- | -------------------- | ---------------------------------------------- | -------------- |
| Liga de Baviera      | 21                   | 1972–1990 (19 consecutivas), 2000 y 2004       | -              |
| Copa de Baviera      | 8                    | 1982, 1984, 1985, 1986, 1987, 1988, 1989, 1990 | -              |